# Bernard Frize
Pour les articles homonymes, voir Frize.
Vous pouvez aider à l'améliorer ou bien discuter des problèmes sur sa page de discussion.
- Il ne cite pas suffisamment ses sources. Vous pouvez indiquer les passages à sourcer avec {{référence nécessaire}} ou {{Référence souhaitée}}, et inclure les références utiles en les liant aux notes de bas de page. (Marqué depuis juillet 2016)
- Il contient une ou plusieurs listes. Le texte gagnerait à être rédigé sous la forme d’un ou plusieurs paragraphes synthétiques, afin d’être plus agréable à lire. (Marqué depuis juillet 2016)
- Sa forme n’est pas encyclopédique et ressemble trop à un curriculum vitæ. Modifiez le texte pour aider à le transformer en article neutre. (Marqué depuis février 2017)

- Archive Wikiwix
- Bing
- Cairn
- DuckDuckGo
- E. Universalis
- Gallica
- Google
- G. Books
- G. News
- G. Scholar
- Persée
- Qwant
- (zh) Baidu
- (ru) Yandex
- (wd) trouver des œuvres sur Wikidata

Bernard Frize est un artiste français, né en 1954 à Saint-Mandé, vivant à Paris et Berlin.

## Biographie
Bernard Frize a été pensionnaire de la Villa Médicis de 1984 à 1986.
Ses œuvres sont exposées chez le galiériste Emmanuel Perrotin à Paris, la Galerie Nächst St. Stephan de Vienne, la Galerie Micheline Szwajcer de Bruxelles.
Il a eu une rétrospective majeure au Musée d'Art moderne de la ville de Paris en 2003 intitulée « Aplat ».

## Récompense
En 2015, il est lauréat du prix Käthe-Kollwitz.

## Expositions

### Expositions personnelles
- 2019
  - Sans repentir, Centre Pompidou, Paris (FR) (29.05 – 26.08)[6]
- 2017
  - Northern Lights, Waterfalls and Oceans, Galleria Gentili, Florence (IT) (14.01 – 24.03)
- 2016
  - Dawn comes up so young, Galerie Emmanuel Perrotin, New York (US) (03.05 – 18.06)
  - Line Stripping, Galerie Micheline Szwajcer, Bruxelles (BE) (09.03 – 16.03)
  - Turn the Pieces into a Place, Galerie Nächst ST. Stephan, Vienne (AT) (01.02 – 19.03)
- 2015
  - Ausstellung des Käthe-Kollwitz-Preisträgers 2015, Akademie der Künste, Berlin (D) (11.09 – 25.10)
  - Isto é uma Ponte, Centro de Arte Moderna Gulbenkian, Lisbonne (PT) (12.02 – 31.05)
- 2014
  - We have a thread, and we want to know the whole cloth, Johyun Gallery, Busan (KR) (19.09 – 19.10)
  - Colour Divides, Simon Lee Gallery, Londres (GB) (23.05 – 25.06)
  - "Hello, My Name is Bernard Frize", Galerie Perrotin, Paris (FR) (18.01 – 01.03)
- 2013
  - Ankaufspräsentation der « Freunde des Kunstmuseums Stuttgart e.V » : Bernard Frize, Stuttgart Kunstmuseum, Stuttgart (D) (15.11 – 15.11)
  - « On the side where there is no Handrail », Galerie Perrotin, Hong Kong (HK) (29.08 - 28.10)
  - Winter Diary, Pace Gallery, New York (US) (01.02 – 09.03)
- 2011
  - Bernard Frize, Simon Lee Gallery, Hong Kong (HK) (24.11 - 15.01)
  - Bernard Frize, Christian Stein Gallery, Milan (IT) (31.05 - 29.07)
  - Under The Rainbow, Galerie Micheline Szwajcer, Anvers (BE) (18.05 - 25.06)
  - Bernard Frize, Fred Thieler Prize For Painting 2011, Berlinische Galerie, Berlin (D) (18.03 - 06.06) (cat.)
  - Ad Nauseam, Galerie Emmanuel Perrotin, Paris (FR) (26.02 - 30.04)
- 2010
  - And How and Where and Who, Morsbroich Museum, Leverkusen (D) (05.09 - 07.11) (cat.)
  - Fat Painting, Patrick De Brock Gallery, Knokke-Heist (BE) (06.08 - 06.09)
  - Red, Yellow And Blue, Simon Lee Gallery, Londres (GB) (10.02 - 24.03)
- 2009
  - Oh Happy Days ! Emmanuel Perrotin Gallery, Miami (US) (01.12 - 09.01)
  - Foggy Days, Galerie nächst St. Stephan, Vienne (AT) (13.11 - 16.01)
  - Le développement, Hakgojae Gallery, Seoul (KR) (04.03 - 26.04)
- 2008
  - Con Alma, Patrick Painter Gallery, Santa Monica (US) (13.09 - 25.10)
  - - 2007
  - Fat Paintings, Kunsthallen Brandts Klaedefabrik, Odense (D) (07.09.07 - 20.01) (cat.)
  - Longues lignes (souvent fermées), Simon Lee Gallery, London (GB) (09.10 - 17.11) (cat.) Longues lignes (souvent fermées), Emmanuel Perrotin, Paris (FR) (18.10 - 08.12) (cat.)
- 2006
  - Bernard Frize, Galerie Micheline Szwajcer, Antwerpen (BE) (07.12.06 - 20.01)
  - Isotopies, Galerie Wilma Lock, St. Gallen (CH) (06.05 - 08.07)
- 2005
  - Euler Tour, Pavitram, Sona... etc, Galerie Emmanuel Perrotin, Miami (US) (01.12 - 05.02)
  - Faces et profils, Galerie Emmanuel Perrotin, Paris (FR) (02.04 - 28.05)
  - Bernard Frize, Galerie nächst St. Stephan, Wien (AT) (22.04 - 04.06)
- 2004
  - Bernard Frize, Galerie Micheline Szwajcer, Anvers (BE) (13.05 - 26.06)
  - Bernard Frize, Galerie Wilma Lock, St. Gallen (CH) (18.05 - 17.07)
  - Bernard Frize, Patrick Painter Gallery, Santa Monica (US) (23.10 - 18.12)
- 2003
  - Bernard Frize, Studio A Ottendorf, Museum gegenstandsfreier Kunst Landkreis, Cuxhaven (D) (16.02 - 06.04) (cat.)
  - Postiers, ours, falaises, carafes, mobylettes et cannes à sucre, Galerie Emmanuel Perrotin, Paris (FR) (26.04 - 06.06)
  - Hands On, Ikon Gallery, Birmingham (GB) (04.06 - 20.07) (cat.)
  - Aplat, Musée d’art moderne de la Ville de Paris, Paris (FR) (06.06 - 28.09) (cat.)
- 2002
  - Bernard Frize, Haags Gemeentemuseum, La Haye (NL) (14.12.02 - 09.03) (cat.)
  - Bernard Frize, S.M.A.K, Gand (BE) (31.05 - 18.08) (cat.)
  - Patrick Painter Gallery, Santa Monica (US) (07.09 - 05.10)
- 2001
  - Bernard Frize, nouvelles peintures, Galerie Wilma Lock, St. Gallen (CH) (01.09 - 11.11)
- 2000
  - Size Matters, Westfälisches Landesmuseum für Kunst und Kulturgeschichte, Münster (D) (18.06 - 13.08) (cat.)
  - Galerie Emmanuel Perrotin, Paris (FR) (04.03 - 22.04)
  - Leslie, Cohan & Browne Gallery, New York (US) (11.11 - 23.12)
- 1999
  - Size Matters, Kunstmuseum St. Gallen (CH) (17.12 - 20.02) (cat.)
  - Galerie Wilma Lock, St. Gallen (CH) (30.01 - 13.03)
  - Galerie Micheline Szwajcer, Anvers (BE) (04.02 - 06.03)
  - Size Matters, Carré d’art, Musée d’art contemporain, Nîmes (FR) (18.06 - 26-09) (cat.)
  - Studio A Arte, E. Invernizzi, Milan (IT) (07.10 - 04.12)
  - Galerie nächst St. Stephan, Vienne (AT) (23.10 - 20.11)
  - Size Matters, Museum moderner Kunst, Stiftung Ludwig, Wien (AT) (22. 10 - 28.11) (cat.)
- 1998
  - De Pont Stichting, Tilburg (NL) (05.09.98 - 03.01.99) (cat.)
  - Ivan Dougherty Gallery, Sydney (AU) (11.09 - 17.10)
- 1997
  - Bernard Frize, Centre Culturel, Issoire (FR) (30.06 - 21.09) (cat.)
  - Galerie nächst St. Stephan, Vienne (AT) (06.09 - 18.10)
  - Frith Street Gallery, Londres (GB) (07.11 - 20.12)
- 1996
  - Galerie Micheline Szwajcer (avec Marthe Wéry), Anvers (BE) (01.03 -14.04)
  - Galerie Wilma Lock, St. Gallen (CH) (06.09 - 03.11)
- 1995
  - Kunstverein Elster-Park, Leipzig (D) (18.01 - 10.03) (cat.)
  - Kunstverein Arnsberg, Arnsberg (D) (19.03 - 07.05) (cat.)
  - Frith Street Gallery, Londres (GB) (14.09 - 20.10)
- 1994
  - Suite au Rouleau, Chisenhale Gallery, Londres (GB) (16.02 - 27.03) (cat)
  - Le Capitou, Centre d’art contemporain, Fréjus (FR) (03.09 - 06.11)
  - Galerie nächst St. Stephan, Vienne (AT) (12.09 - 20.10)
- 1993
  - Kunsthalle, Zürich (CH) (21.08.93 - 17.10)
  - D.A.A.D. Galerie, Berlin (D) (11.03.94 - 17.04) (cat.)
- 1992
  - Galerie Crousel-Robelin-BAMA, Paris (FR) (06.06 - 18.07)
- 1991
  - Tableaux d’une exposition, Musée Départemental d’art Contemporain, Rochechouart (FR) (29.03 - 09.06) (cat.)
- 1990
  - Galerie Crousel-Robelin-BAMA, Paris (FR) (cat.)
- 1989
  - Grey Art Gallery, New York (US)
- 1988
  - De là ces innombrables noms, A.R.C. Musée d’art moderne de la Ville de Paris, Paris (FR) (18.02 - 10.04) (cat.)
  - Como supisteis que pintaria un triangulo rosa ? Galeria La maquina Espanola, Madrid (ES) (15.04 - 15.05) (cat.)
  - Galerie Crousel-Robelin-BAMA, Paris (FR) (02.06 - 22.07)
  - Musée des Beaux Arts André Malraux, Le Havre (FR) (10.06 - 20.08) (cat.)
  - Salon d’Angle, Nantes (FR) (06.07 - 04.09)
- 1987
  - Galerie Le Chanjour, Nice (FR) (16.06 - 10.07) Galerie 121 Galerij, Antwerpen (BE)
- 1986
  - De la pudeur des vanités du triomphe, Villa Medicis, Roma (IT) (30.09 - 20.10) (cat.) Galerie Crousel-Hussenot, Paris (FR)
  - Maison de la culture et de la communication, Saint-Étienne (FR) (18.02 - 24.03) (cat.)
- 1985
  - Galerie Crousel-Hussenot, Paris (FR) Galerie Le Chanjour, Nice (FR)
- 1983
  - Galerie Lucien Durand, Paris (FR)
- 1981
  - Museum für Sub-Kultur, Berlin (D) (31.10 - 25.11)
- 1980
  - Galerie Lucien Durand, Paris (FR)
- 1979
  - Galerie Lucien Durand, Paris (FR)

## Catalogues d'exposition monographiques
- 2015               
  - Bernard Frize, Käthe-Kollwitz-Preis 2105, Akademie der Künste, Berlin
  - Bernard Frize, Ed. Akademie der Künste, Berlin - Texte : Jurriaan Benschop
  - Bernard Frize, Isto é uma Ponte, Ed. CAM Gulbenkian, Lisboa - Textes : Teresa Gouveia, Isabel Carlos, et Su-Mi Kang
- 2014
  - Bernard Frize, Ed. Galerie Emmanuel Perrotin, Paris - Textes : Suzanne Hudson, et Jean-Pierre Criqui
  - Bernard Frize, Ed. Johyun Gallery, Busan - Textes : Su-Mi Kang
- 2011
  - Bernard Frize. Fred Thieler Preis für Malerei 2011. Berlinische Galerie, Berlin - Textes : Dr. Annette Fugmann-Heesing, Friedrich Meschede, Ed. Berlinische Galerie, Berlin.
- 2010               
  - And How and Where and Who. Morsbroich Museum, Leverkusen - Textes : Bernard Frize, Markus Heinzelmann. Ed. Hatje Cantz Verlag, Ostfildern.
- 2009               
  - Bernard Frize, Le Développement. Hakgojae Gallery, Seoul -Texte : Jens Hoffmann. Ed. Hyun Mun.
- 2008               
  - Bernard Frize, Fat paintings. Kunsthallen Brandts, Odense - Textes : Lene Burkard, Karsten Ohrt, Mikkel Bogh, Bernard Frize. Ed. HTOdense.
- 2007               
  - Fat Paintings. Kunsthallen Brandts - Textes : Lene Burkard, Karsten Ohrt, Mikkel Bogh, Ed. Kunsthallen Brandts, Odense.
  - Longues lignes (souvent fermées). Simon Lee Gallery, London, Galerie Emmanuel Perrotin, Paris - Texte : Jens Hoffmann
- 2003              
  - Aplat. Musée d’Art Moderne de la Ville de Paris, Éd. Paris-Musées, Paris - Textes : Suzanne Pagé « L’éclat du déni », Béatrice Parent « La règle et le jeu », Patricia Falguières « Attributions », Katy Siegel et Paul Mattick « Eight pièces by four hands », Irmeline Lebeer « J’achète un pinceau de 40 cm… »
  - Hands On. Ikon Gallery, Birmingham, Ed. Ikon Gallery, London - Textes : Jonathan Watkins, Barry Schwabsky «One Percent Frize »
  - New Abstract Painting. Abstract Painting Now. Museum Morsbroich Leverkusen, Leverkusen.
- 1999              
  - Size Matters. Carré d'Art, Musée d'art contemporain de Nîmes ; Museum Moderner Kunst Stiftung Ludwig Wien ; Kunstverein St.Gallen Kunstmuseum; Westfälisches Landesmuseum für Kunst und Kulturgeschichte, Münster. Ed.Acte Sud, Textes : Guy Tosatto: "De la règle et de ses exceptions", Lóránd Hegyi "A la recherche du fond de vérité de l'image"; Rainer Fuchs "L'intérieur des images, considéré de l'extérieur"; Roland Wäspe "Traces de pinceau"; Friedrich Meschede
  - "Il faut imaginer Bernard Frize heureux". Edition Actes Sud.
  - Bernard Frize. À arte Studio Invernizzi, Texte : Lorenzo Mango, Milano.
  - Bernard Frize. Stedelijk museum voor Actuelle Kunst, Gent ; Gemeentemuseum, Den Haag ; Studio A, Ottendorf, Textes : Jan Hoet, Wim van Krimpen, Ulrike Schick, Jan Thorn-Prikker, Eva Wittocx.
- 1998              
  - De PONT Stichting, Foundation for Contemporary Art, Texte : Dominic Van den Boogerd: « Laissez-faire, laisser-aller », Tilburg.
- 1997               
  - Centre Culturel, Issoire, Michel Gauthier: « Les actes du procès », Ed. Temps reel, Dijon.
  - Bernard Frize. Patricia Falguières, Ed. Hazan, Paris.
- 1995               
  - Kunstverein Arnsberg. Texte : Friedrich Meschede: « Malerei ohne Sprache », Ed. Kunstverein Arnsberg, Arnsberg.
- 1994              
  - Suite au Rouleau. Chisenhale Gallery -Texte: Jonathan Watkins, London.
- 1993              
  - Bernard Frize. Kunsthalle, Zürich -Texte : Bernhard Bürgi “Wenn das Verfahren Bild wird”, Friedrich Meschede “Die Bilder erschaffen sich selbst”, Zürich.
- 1991               
  - Tableaux d’une exposition, Musée Départemental d’art contemporain, Rochechouart -Textes : Guy Tosatto: « A l’image de la peinture » et Jean-Pierre Criqui : « Frize, le bigarré ».
- 1990               
  - Bernard Frize. Galerie Crousel-Robelin / BAMA - Texte : Yves Aupetitallot, Paris.
- 1988              
  - De là, ces innombrables noms. A.R.C. Musée d’art moderne de la Ville de Paris - Texte : Suzanne Pagé, Ed. Paris Musées, Paris.
  - ¿Cómo supisteis que pintaría un triángulo rosa?, Galeria La máquinà Española - Texte : Mar Villaespesa, Madrid.
  - Bernard Frize - Exposition d’été. Musée des Beaux-Arts André Malraux - Texte : Jérôme Sans : « Métamorphoses pour l’éternité », Le Havre.
- 1986              
  - Bernard Frize. Maison de la culture et de la communication, entretien avec Yves Aupetitallot, Saint-Étienne.
  - De la pudeur des vanités du triomphe. Villa Medici, Roma; Galerie Crousel-Hussenot, Paris. Texte : Bernard Frize

## Collections publiques

### Internationales
- Museum moderner Kunst, Wien (A)
- Essl Museum, Klosterneuburg, (A)
- MUKHA, Antwerpen (B)
- SMAK, Ghent (B)
- Musée d'art contemporain, Montréal (CAN)
- Bob Rennie Vancouver, (CAN)
- Kunstmuseum Basel (CH)
- Kunstmuseum, St. Gallen (CH)
- Kunstmuseum Zürich (CH)
- Tate Gallery, London (GB)
- Kunstmuseum Bonn(D)
- Museum Frieder Burda, Baden-Baden (D)
- Museum gegenstandsfreier Kunst Landkreis Cuxhaven (D)
- Museum fur Moderne Kunst, Frankfurt-am-Main (D)
- Städel Museum, Frankfurt-am-Main (D)
- Museum Morsbroich, Leverkusen, (D)
- Tate Gallery, London (GB)
- NMAO National Museum of Art Osaka, Osaka (JP)
- Musée national d’art et d’histoire, Luxembourg (L)
- Centraal Museum, Utrech (NL)
- De PONT stichting voor hedendaagse kunst, Tilburg (NL)
- Fundação de Arte Moderna e Contemporânea - Museu Colecção Berardo, Lisboa (P)
- Fundacio Caixa de Pensions, Barcelona (SP)
- Reina Sofia, Madrid (SP)
- Albright Knox Art Gallery, Buffalo, USA
- Fondation Billie Weisman, Los Angeles (USA)
- Museum Of Contemporary Art, Los Angeles (USA)

### Françaises
- MNAM Centre G. Pompidou, Paris
- Musée d'art moderne de la ville de Paris, Paris
- Fonds municipal d'art contemporain de la Ville de Paris
- Fonds National d'Art Contemporain, Paris (F)
- Caisse des dépôts et consignation, Paris (F)
- Fonds régional d'art contemporain Rhône-Alpes, Lyon (F)
- Fonds régional d'art contemporain Pays de la Loire, Carquefou (F)
- Fonds régional d'art contemporain Provence-Alpes-Côte d'Azur, Marseille (F)
- Fonds régional d'art contemporain Limousin, Limoges (F)
- Fonds régional d'art contemporain Languedoc-Roussillon, Montpellier (F)
- Fonds régional d'art contemporain Poitou-Charente, Angoulême (F)
- Fonds régional d'art contemporain Corse, Corte (F)
- Fonds régional d'art contemporain Bretagne, Rennes[7]
- Fonds régional d'art contemporain de Bourgogne, Dijon (F)
- Fonds régional d'art contemporain Basse-Normandie, Caen (F)
- Fonds régional d'art contemporain Auvergne, Clermont-Ferrand (F)
- Espace de l'art concret, Mouans en Sartoux (F)
- Musée de Dôle, Dôle (F)
- Musée d'art de Toulon (F)
- Musée d'art moderne de St Étienne, Saint-Étienne (F)
- Musée départemental de Rochechouart, Rochechouart (F)
- Musée d'Arts de Nantes